# NGC 912
NGC 912 ist eine elliptische Galaxie vom Hubble-Typ E/S0 im Sternbild Andromeda am Nordsternhimmel. Sie ist schätzungsweise 203 Millionen Lichtjahre von der Milchstraße entfernt und hat einen Durchmesser von etwa 55.000 Lj.
Im selben Himmelsareal befinden sich u. a. die Galaxien NGC 909, NGC 910, NGC 911, NGC 913.
Das Objekt wurde am 30. November 1878 von Édouard Stephan entdeckt.